# لمياء الهبز
لمياء الهبز (مواليد 19 ماي 1984) عداءة مغربية متخصصة في في 100 متر حواجز و400 متر حواجز. مثّلت بلدها في بطولة العالم لألعاب القوى 2007. بالإضافة إلى ذلك، فازت بميداليات متعددة على المستوى الدولي.
أفضل أرقامها الشخصية هو 55.51 ثانية في سباق 400 متر حواجز (ألعاب البحر الأبيض المتوسط 2013 في مرسين)، و13.78 ثانية في 100 متر حواجز (0.3− م / ث، خريبكة 2013).

## روابط خارجية
- لمياء الهبز على موقع الاتحاد الدولي لألعاب القوى (الإنجليزية)
- لمياء الهبز على موقع الاتحاد الفرنسي لألعاب القوى (الفرنسية)